# Cussy-le-Châtel
Pour les articles homonymes, voir Chatel.
Cussy-le-Châtel est une commune française située dans le canton d'Arnay-le-Duc du département de la Côte-d'Or, en région Bourgogne-Franche-Comté.

## Géographie

### Climat
Pour des articles plus généraux, voir Climat de la Bourgogne-Franche-Comté et Climat de la Côte-d'Or.
En 2010, le climat de la commune est de type climat des marges montargnardes, selon une étude du Centre national de la recherche scientifique s'appuyant sur une série de données couvrant la période 1971-2000. En 2020, Météo-France publie une typologie des climats de la France métropolitaine dans laquelle la commune est exposée à un climat océanique altéré et est dans une zone de transition entre les régions climatiques « Lorraine, plateau de Langres, Morvan » et « Bourgogne, vallée de la Saône ». 
Pour la période 1971-2000, la température annuelle moyenne est de 10,4 °C, avec une amplitude thermique annuelle de 17,5 °C. Le cumul annuel moyen de précipitations est de 781 mm, avec 12,3 jours de précipitations en janvier et 7,6 jours en juillet. Pour la période 1991-2020, la température moyenne annuelle observée sur la station météorologique de Météo-France la plus proche, « Arnay_sapc », sur la commune de Saint-Prix-lès-Arnay à 9 km à vol d'oiseau, est de 10,5 °C et le cumul annuel moyen de précipitations est de 799,9 mm,. Pour l'avenir, les paramètres climatiques de la commune estimés pour 2050 selon différents scénarios d'émission de gaz à effet de serre sont consultables sur un site dédié publié par Météo-France en novembre 2022.

## Urbanisme

### Typologie
Au 1er janvier 2024, Cussy-le-Châtel est catégorisée commune rurale à habitat dispersé, selon la nouvelle grille communale de densité à 7 niveaux définie par l'Insee en 2022.
Elle est située hors unité urbaine et hors attraction des villes,.

### Occupation des sols
L'occupation des sols de la commune, telle qu'elle ressort de la base de données européenne d’occupation biophysique des sols Corine Land Cover (CLC), est marquée par l'importance des territoires agricoles (74,7 % en 2018), une proportion identique à celle de 1990 (74,7 %). La répartition détaillée en 2018 est la suivante : prairies (49,3 %), terres arables (25,4 %), forêts (21,4 %), zones urbanisées (3,5 %), eaux continentales (0,5 %). L'évolution de l’occupation des sols de la commune et de ses infrastructures peut être observée sur les différentes représentations cartographiques du territoire : la carte de Cassini (XVIIIe siècle), la carte d'état-major (1820-1866) et les cartes ou photos aériennes de l'IGN pour la période actuelle (1950 à aujourd'hui).

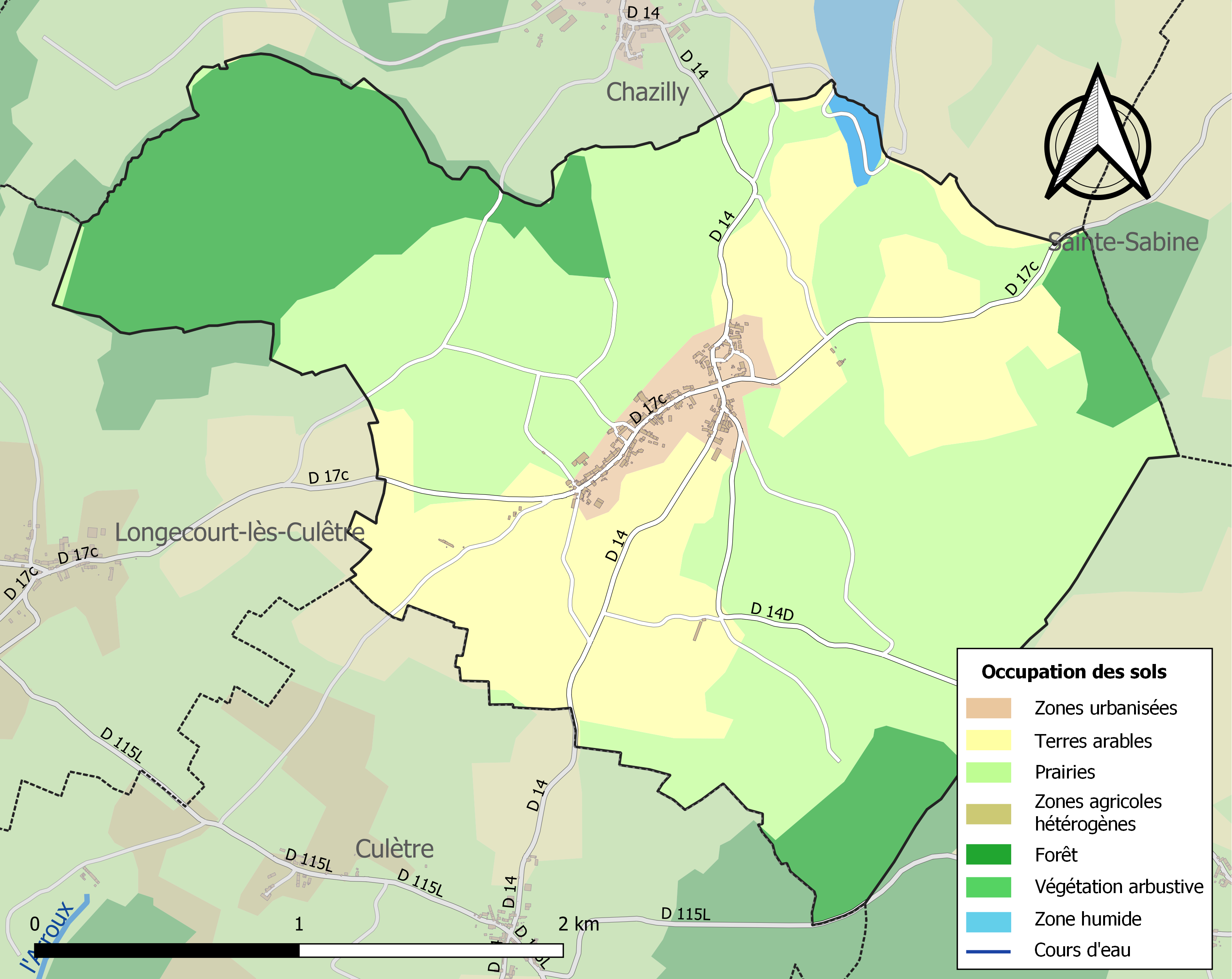
Carte des infrastructures et de l'occupation des sols de la commune en 2018 (CLC).

## Histoire
Cussy-le-Châtel était autrefois un village dépendant de la paroisse de Culêtre. En 1793, Cussy-le-Châtel devient une commune sous le nom de Cussy-sur-Arroux et possède alors ses propres registres d'état-civil.
Au cours de la période révolutionnaire de la Convention nationale (1792-1795), la commune a porté le nom de Cussy-sur-Arroux.
Cussy-le-Châtel fut comme nombre de communes françaises occupée par les forces allemandes lors de la Seconde Guerre mondiale et d'après les dires des personnes âgées, les maisons situées près de la route de Culètre accueillaient souvent les soldats trop ivres pour se rendre dans l'habitation où les officiers avaient établi leur garde.[précision nécessaire]

## Politique et administration
| Période                                  | Période   | Identité          | Étiquette | Qualité  |
| ---------------------------------------- | --------- | ----------------- | --------- | -------- |
| avant 1995                               | ?         | Eugène Léchenault | DVD       |          |
| mars 2001                                | mars 2008 | James Puy         | DVD       |          |
| mars 2008                                | en cours  | Michel Rouhette   |           | Retraité |
| Les données manquantes sont à compléter. |           |                   |           |          |

## Démographie
L'évolution du nombre d'habitants est connue à travers les recensements de la population effectués dans la commune depuis 1793. Pour les communes de moins de 10 000 habitants, une enquête de recensement portant sur toute la population est réalisée tous les cinq ans, les populations de référence des années intermédiaires étant quant à elles estimées par interpolation ou extrapolation. Pour la commune, le premier recensement exhaustif entrant dans le cadre du nouveau dispositif a été réalisé en 2004.

En 2022, la commune comptait 120 habitants, en évolution de +15,38 % par rapport à 2016 (Côte-d'Or : +0,82 %, France hors Mayotte : +2,11 %).
| 1793 | 1800 | 1806 | 1821 | 1831 | 1836 | 1841 | 1846 | 1851 |
| ---- | ---- | ---- | ---- | ---- | ---- | ---- | ---- | ---- |
| 305  | 283  | 296  | 276  | 314  | 344  | 318  | 339  | 333  |

| 1856 | 1861 | 1866 | 1872 | 1876 | 1881 | 1886 | 1891 | 1896 |
| ---- | ---- | ---- | ---- | ---- | ---- | ---- | ---- | ---- |
| 339  | 332  | 313  | 331  | 288  | 278  | 287  | 287  | 281  |

| 1901 | 1906 | 1911 | 1921 | 1926 | 1931 | 1936 | 1946 | 1954 |
| ---- | ---- | ---- | ---- | ---- | ---- | ---- | ---- | ---- |
| 286  | 278  | 239  | 227  | 224  | 210  | 202  | 208  | 183  |

| 1962 | 1968 | 1975 | 1982 | 1990 | 1999 | 2004 | 2006 | 2009 |
| ---- | ---- | ---- | ---- | ---- | ---- | ---- | ---- | ---- |
| 183  | 172  | 149  | 123  | 121  | 100  | 103  | 102  | 119  |

| 2014 | 2019 | 2022 | - | - | - | - | - | - |
| ---- | ---- | ---- | - | - | - | - | - | - |
| 107  | 118  | 120  | - | - | - | - | - | - |

La population de Cussy-le-Châtel est généralement âgée mais de plus en plus de jeunes gens viennent s'installer dans ce village avec parfois des enfants, ce qui donne un souffle de jeunesse dans la commune. Les gens aiment se rassembler pour de nombreuses occasions (14 juillet, 8 mai, etc.) afin de se retrouver. Une des spécialités de la commune est la goutte.[réf. nécessaire]

## Lieux et monuments
Le café « Mutin » réunissait de nombreuses personnes de la commune et des alentours ; malheureusement fermé, le café est aujourd'hui devenu une résidence.

## Personnalités liées à la commune
Eugène Lèchenault dit « Nènène », sculpteur, inventeur (a gagné le concours Lépine : médaille de bronze) et apiculteur.